# Elevator (canção de Flo Rida)
"Elevator" é o segundo single do álbum Mail on Sunday do rapper americano Flo-Rida que tem a participação e a produção de Timbaland. A música tem uma amostra alterada do tema de Halloween de John Carpenter. 

## Videoclipe
O videoclipe da canção foi lançado em 17 de Fevereiro de 2008. Nele, Timbaland começa cantando, enquanto uma mulher sensual caminha em direção a um elevador. No elevador, Flo Rida dança com umas moças onde cada uma tira uma peça de sua roupa. Depois, elas dançam em um ambiente branco enquanto os rappers cantam. O clipe se reveza assim até o fim.

## Desempenho nas paradas

### Posições
| Parada (2008)                           | Melhor posição |
| --------------------------------------- | -------------- |
| Austrália - ARIA                        | 14             |
| Canadá - Hot 100                        | 10             |
| Estados Unidos - Billboard Hot 100      | 16             |
| Estados Unidos - Billboard Pop 100      | 21             |
| Irlanda - Parada de Singles Top 50      | 11             |
| Nova Zelândia - Parada de Singles RIANZ | 10             |
| Portugal - Parada de Singles Top 50     | 50             |
| Reino Unido - UK Singles Chart          | 20             |
| Suécia - Parada de Singles Top 60       | 19             |